# Pedro de la Peña y Cívico
Pedro de la Peña y Cívico (Lima, * 1646 - † 6 de octubre de 1724) fue un clérigo y catedrático criollo, que ocupó altos cargos eclesiásticos y académicos en el Virreinato del Perú.

## Primeros años y formación
Sus padres fueron los criollos Pedro de la Peña y Bárbara de Cívico. Efectuados sus estudios de latinidad, ingresó al Real Colegio de San Martín (1673), luego fue huésped y rector del Colegio Mayor de San Felipe y San Marcos. Se recibió como abogado ante la Real Audiencia de Lima.
Incorporado a la docencia en la Universidad de San Marcos, asumió las cátedras de Código (1688), Vísperas de Sagrados Cánones (1690) y Prima de Sagrados Cánones (1705), sucesivamente. Elegido finalmente rector (1718).

## Carrera eclesiástica
Como parte de su ministerio sacro, regentó algunas parroquias de Lima, hasta su nombramiento como racionero del Cabildo metropolitano (1701). Desde entonces, ejerció los cargos de consultor y juez ordinario del Santo Oficio, provisor y vicario general del arzobispado (1713), en sede vacante por el fallecimiento de Melchor de Liñán y Cisneros y hasta la entrada de Antonio de Soloaga; promovido posteriormente a tesorero (1716) y arcediano (1718), ejerció nuevamente el cargo de provisor y vicario general ante la muerte del arzobispo Soloaga (1722). Falleció en 1724.